# 大西崇範
大西 崇範（おおにし たかのり、1983年4月3日 - ）は、日本の男子バスケットボール選手である。兵庫県加古川市出身。ポジションはパワーフォワード。身長195cm、体重100kg。2005年にパナソニックトライアンズに入部、2013年からは東芝ブレイブサンダース神奈川に移籍し、2015-16シーズンを最後に引退した。

## 来歴
両荘中学校、育英高校を経て日本体育大学に進学。インカレを経験する一方、ユニバーシアード日本代表に選出される。
日本体育大学グリズリー2005年キャプテン。
卒業後、松下電器に入社。
2006年バスケットボール世界選手権の日本代表候補に選ばれた。
2007年にはユニバーシアード代表に選出される。
パナソニックの2013年限りでの休部を受け東芝ブレイブサンダース神奈川に移籍。
2013-2014シーズン、ベンチメンバーとして鎌田裕也とともに、ニック・ファジーカスの交代要員として、8年ぶりのリーグ優勝に貢献した。
2015-16シーズン終了後の2016年7月12日、チームは大西の引退を発表。大西は社業に専念するとコメントした。